# Maardu Linnameeskond
Maardu Linnameeskond ist ein estnischer Fußballverein aus der Stadt Maardu. Der Verein existiert seit 1997 und stieg 2019 erstmals in die Meistriliiga auf. Gespielt wird im Maardu linnastaadion.

## Saisons (seit 2016)
| Saisons | Div. | Līga         | Platz | Anmerkung                     |
| ------- | ---- | ------------ | ----- | ----------------------------- |
| 2016    | II   | Esiliiga     | 4.    |                               |
| 2017    | II   | Esiliiga     | 1.    | Auf den Aufstieg verzichtet   |
| 2018    | II   | Esiliiga     | 1.    | Aufstieg                      |
| 2019    | I    | Meistriliiga | 10.   | Abstieg                       |
| 2020    | II   | Esiliiga     | 2.    | In der Relegation gescheitert |
| 2021    | II   | Esiliiga     | 1.    | Rückzug                       |
| 2022    | IV   | II liiga     |       |                               |

## Die erste Mannschaft
Seit 2019
Stand: 19. April 2019
| Nr. |         | Position | Name               |
| --- | ------- | -------- | ------------------ |
| 1   | Estland | TW       | Maksim Zelentsov   |
| 3   | Estland | AB       | Alger Džumadil     |
| 4   | Ukraine | AB       | Klymentiy Boldyrev |
| 5   | Estland | AB       | Anton Aristov      |
| 7   | Estland | MF       | Vladislav Ogordnik |
| 8   | Estland | MF       | Maksim Krivošein   |
| 9   | Estland | ST       | Vitali Gussev      |
| 10  | Estland | MF       | Alan Mones         |
| 11  | Estland | MF       | Ilja Zelentsov     |
| 12  | Estland | AB       | Deniss Kovtun      |

| Nr. |          | Position | Name              |
| --- | -------- | -------- | ----------------- |
| 16  | Estland  | MF       | Vadim Aksjonov    |
| 17  | Estland  | MF       | Vadim Šalabai     |
| 19  | Russland | AB       | Yaroslav Dmitriev |
| 20  | Estland  | AB       | Rain Aasmäe       |
| 21  | Japan    | MF       | Sho Hayasaka      |
| 22  | Estland  | MF       | Deniss Suvorikov  |
| 23  | Estland  | AB       | Deniss Malov      |
| 24  | Japan    | MF       | Kotaro Amemiya    |
| 25  | Estland  | TW       | Ilja Kassjantšuk  |
| 77  | Estland  | MF       | Nikita Brõlin     |